# Plaza de Colón

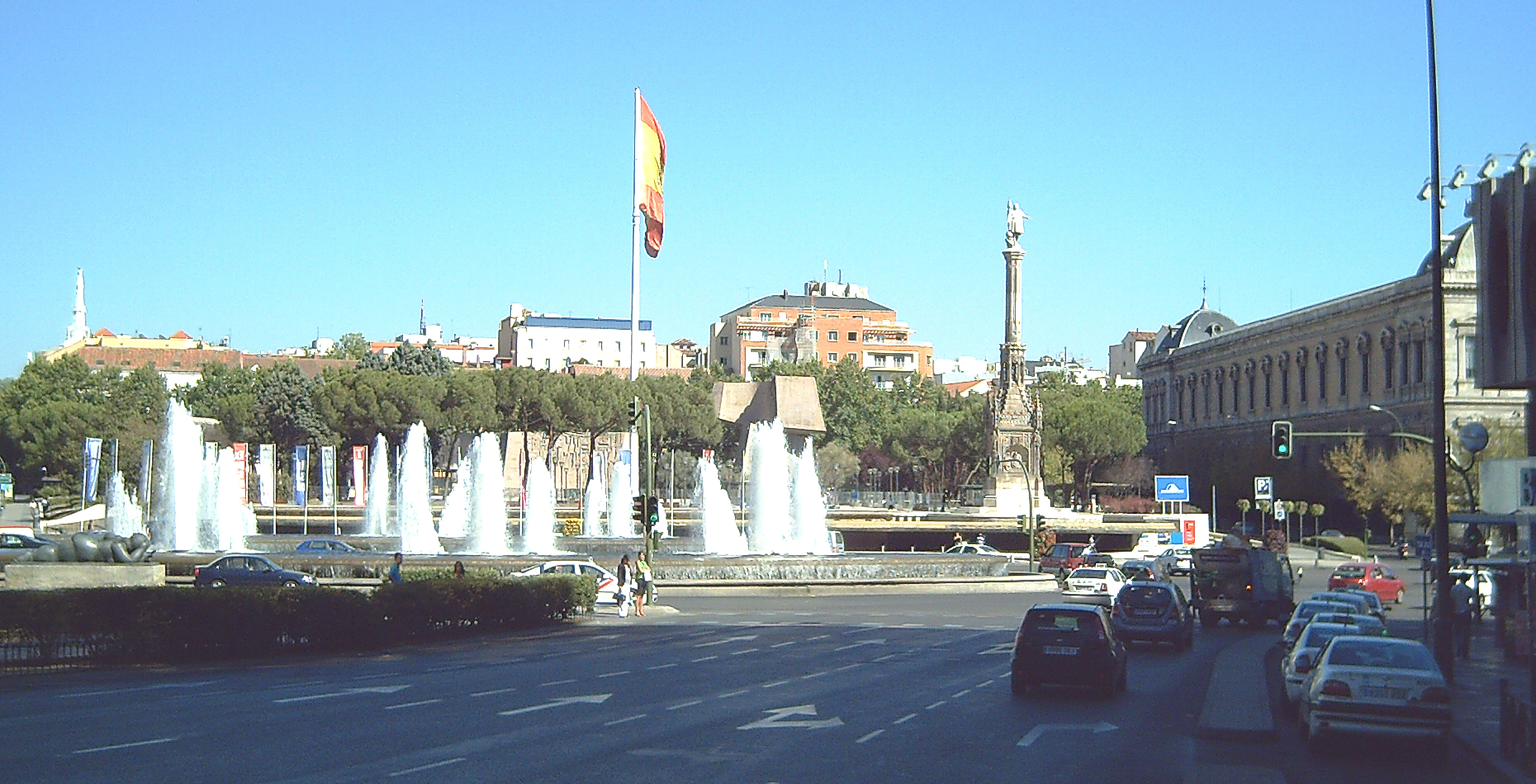
Blick auf die Plaza de Colón von der Calle de Génova aus.

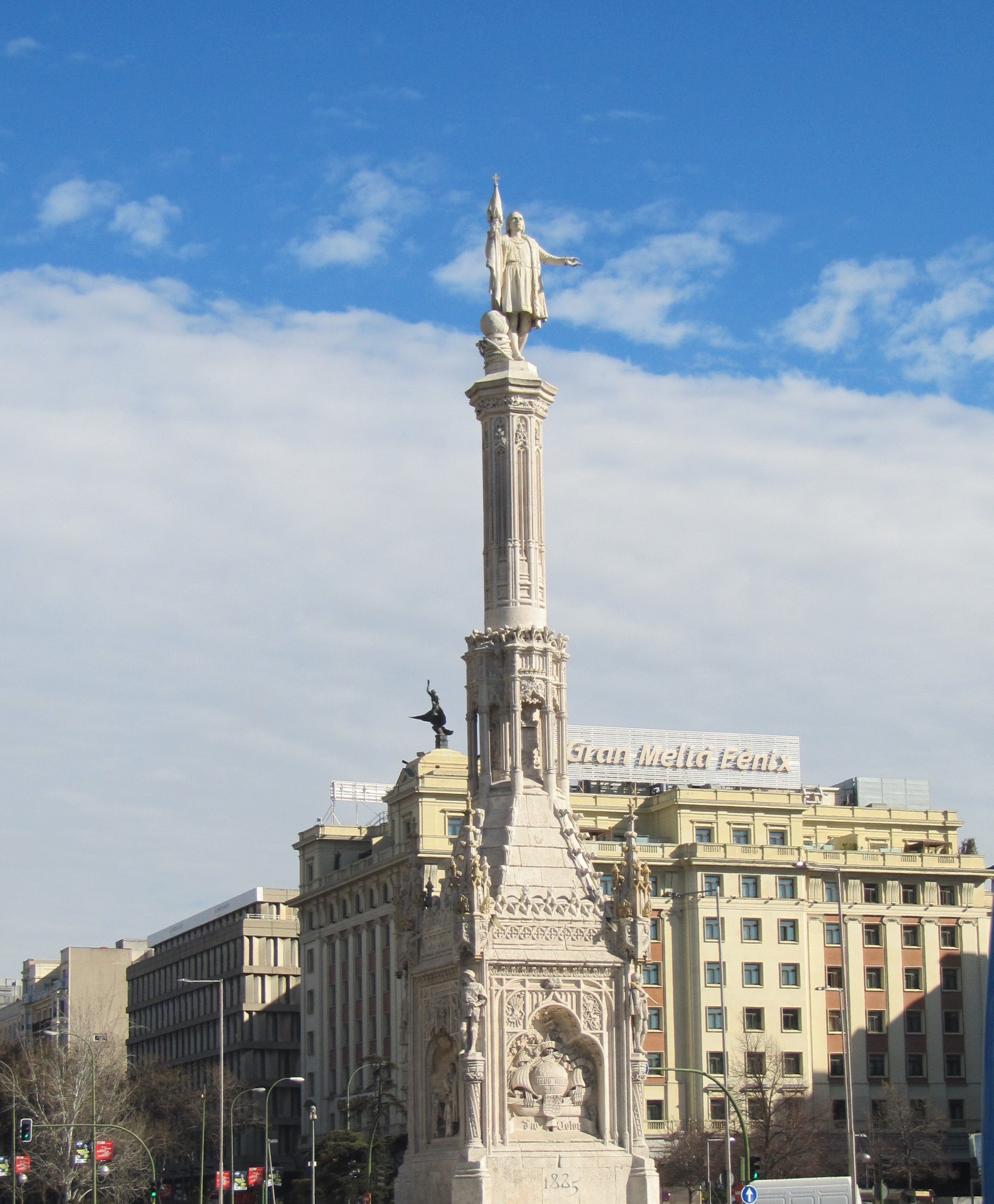
Kolumbus-Monument

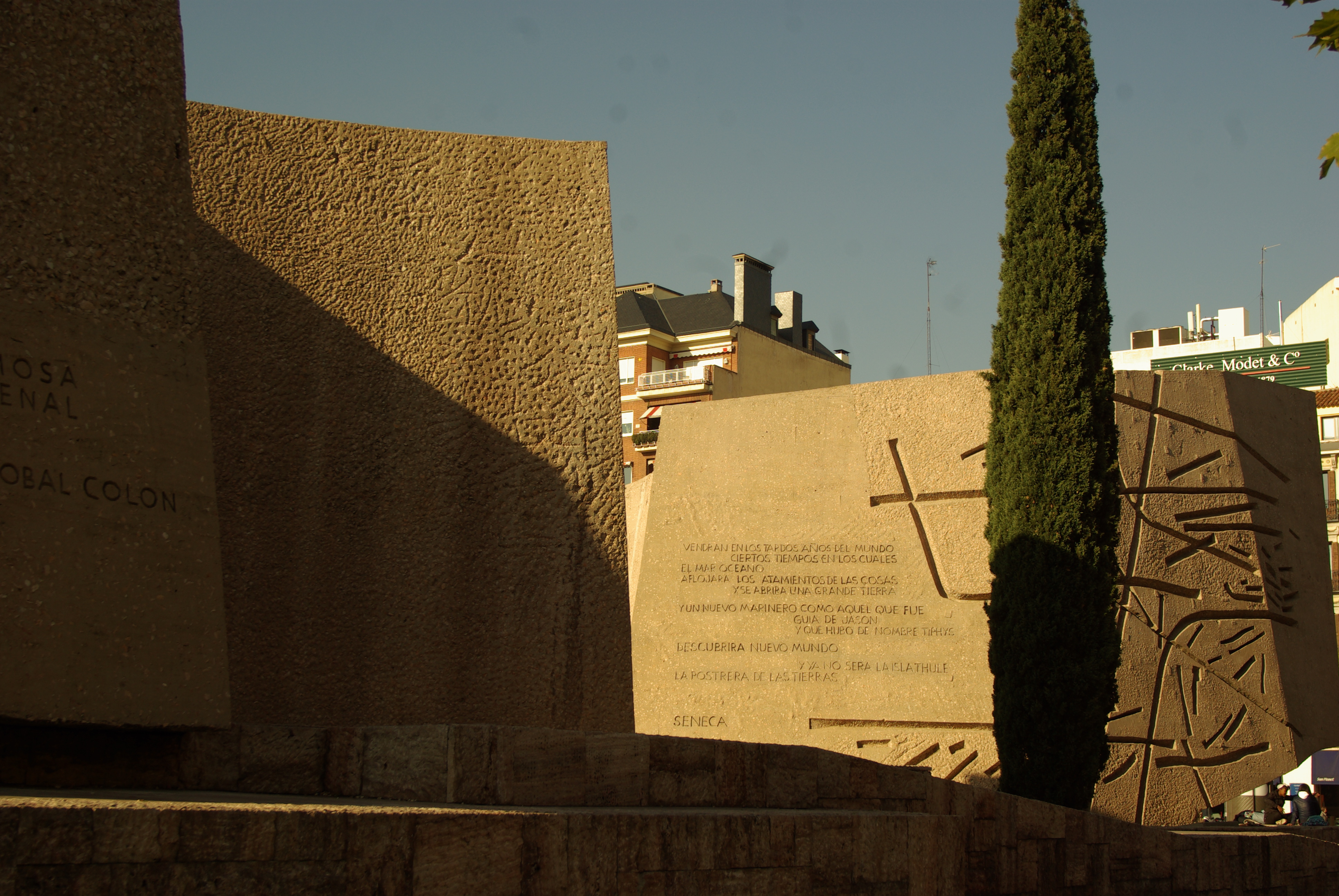
Inschrift: Prophezeiung Senecas

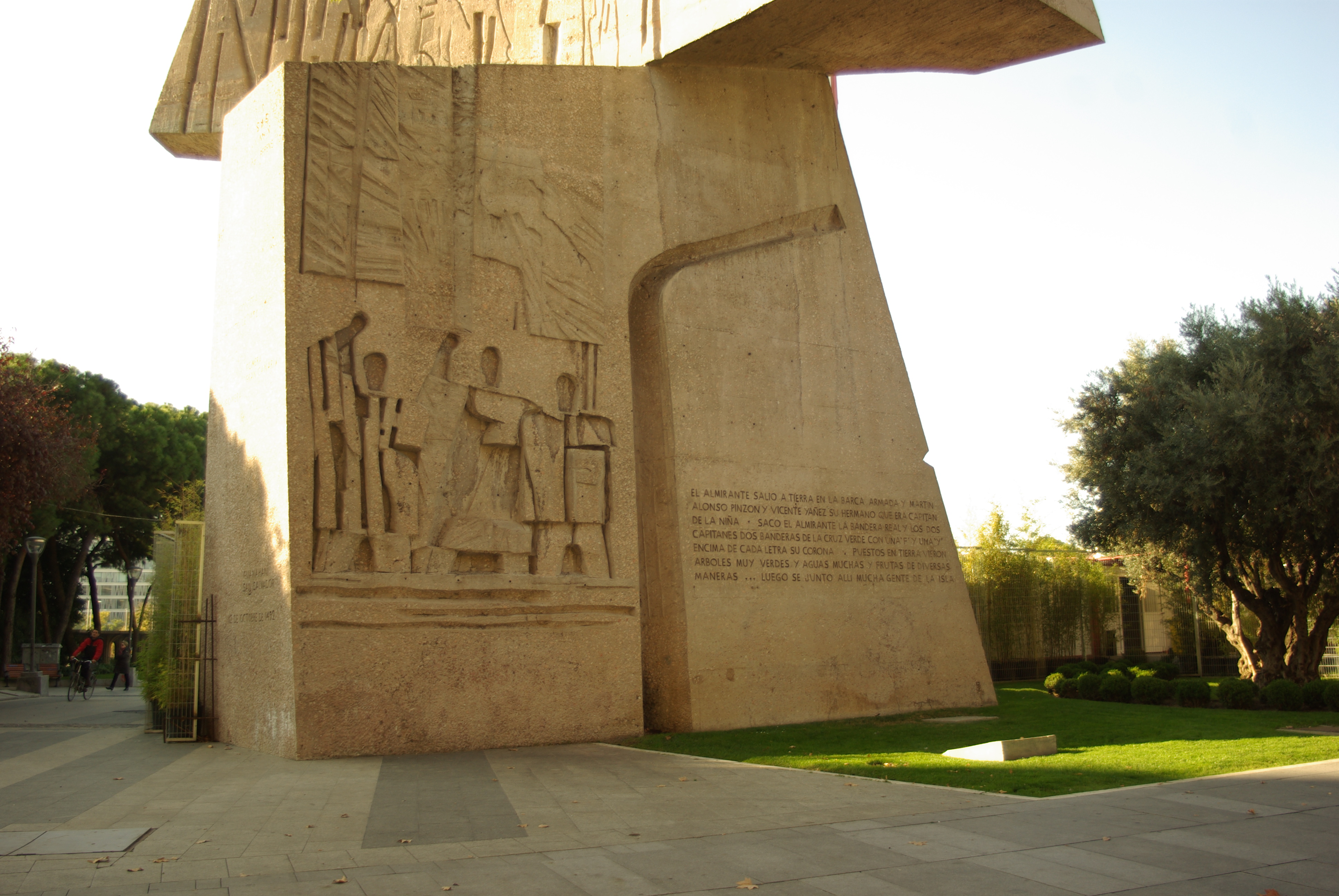
Inschrift: Bordbuch-Eintrag des Kolumbus

Die Plaza de Colón ist ein zu Ehren des Entdeckers Christoph Kolumbus (span.: Cristóbal Colón) in Madrid, Spanien benannter Platz. Er grenzt an bzw. wird durchquert durch folgende Straßen: Calle de Serrano, Calle Goya, Calle Jorge Juan, Paseo de Recoletos sowie der Paseo de la Castellana. Auf dem Platz befindet sich ein offener Bereich, der als Jardines del Descubrimiento (deutsch: Gärten der Entdeckung) bekannt ist.
Auf diesem Platz befindet sich auf einer Tiefebene das Centro Cultural de la Villa de Madrid (Madrider Kulturzentrum).

## Kolumbus-Monument
Das ebenfalls auf dem Platz befindliche Kolumbus-Monument (Monumento a Cristóbal Colón) wurde 1881 bis 1885 im neugotischen Stil errichtet. Es verfügt über eine quadratische Basis mit Reliefs und einer achteckigen, in Stein gehauenen Säule, auf der sich eine drei Meter hohe Marmor-Skulptur des Entdeckers und Seefahrers Kolumbus befindet. Sie besteht aus weißem Marmor aus Italien; der Bildhauer war Jerónimo Suñol. Die Gesamthöhe des Monuments beträgt 17 Meter.

## Monumento al Descubrimiento de América
Im Jahr 1977 errichtete man in den „Jardines del Descubrimiento“ das Monumento al Descubrimiento de América (deutsch: Denkmal für die Entdeckung Amerikas); das Werk wurde von Joaquín Vaquero Turcios realisiert. Es handelt sich um eine Zusammenstellung von drei sog. Makroskulpturen aus Beton, die Las profecías (deutsch: die Prophezeiung), La génesis (deutsch: die Genesis) und El Descubrimiento (deutsch: die Entdeckung) genannt werden. Sie beinhalten Reliefs und Inschriften über die Geschichte der Entdeckung Amerikas. Eine der Inschriften ist ein Senecazitat (Medea, 375-359), das Kolumbus selbst modifiziert übertragen hat und zu dem sein Sohn Fernando (Hernando) anmerkt, dass sein Vater die darin enthaltene Prophezeiung erfüllt habe. Eine andere entstammt dem Logbucheintrag des Kolumbus vom 12. Oktober 1492, wie er in der Kopie des Bartolomé de Las Casas überliefert ist.
Ebenfalls befindet sich auf dem Platz eine sehr große spanische Fahne an einem sehr hohen Fahnenmast.